# Клеомен III
Клеомен III (старогрчки Κλεομένης ο Γ') (око 260. п. н. е. - 219. п. н. е.) био је 31. по реду спартански краљ из краљевске породице Агијада, који је владао Спартом од 235. п. н. е. до 222. п. н. е. Клеомен III је остао упамћен по покушају да поврати Спарти снагу и моћ у хеленском свету, коју је изгубила током тебанске и касније македонске доминације. Клеомен је наставио стопама убијеног Агиса IV, упркос томе што се његов отац Леонида II оштро супростављао Агисовим реформама. Клеомен је међутим наставио промене у спартанском систему, отклонио своје непријатеље, повратио Спарти Ликургову агогу и водио је ратове против Ахајског савеза који је тада био водећа сила у јужној Грчкој. У првим ратним годинама Клеомен је имао много успеха, поразивши више путе Ахајски савез, међутим на крају су га у бици код Селасије, 222. п. н. е. поразиле комбиноване македонско-ахајске снаге под командом краља Македоније, Антигона III Досона. Клеомен је после тог пораза побегао у Птолемејски Египат код краља Птолемеја III Еуергета. Након убиства Еуергета, Клеомен је дошао у сукоб са новим египатским краљем, Птолемејом IV Филопатором, да би убрзо окончао свој живот самоубиством. Клеомен се данас сматра најважнијим спартанским краљем после пропасти спартанске владавине над Грчком, и човеком који је за неколико година повратио Лаконску државу на стазе старе славе. Клеомен се сматра највећим револуционаром старог века и човеком који се одлучно сукобио са дуготрајном декаденцијом своје државе, као и декаденцијом хеленског света. Клеомен III се сматра последњим великим ликом не само античке Спарте, осим можда Филопемена, и целе античке Грчке.

## Младост
Клеомен се родио негде између 265. и 260. п. н. е. Његов отац је био спартански краљ Леонида II, из краљевске династије Агијада, а његова мајка је била Кратисиклеја, која није била спартанске крви, а можда ни чисте грчке, већ је потицала са двора Селеука. Упознали су се у време Леонидовог боравка, као плаћеника, на том двору. Верује се да је била кћерка Селеука I Никатора. У време Клеоменовог рођења, Спарта је била у на путу декаденције и пропасти Ликурговог система. Иако је задржала политичку слободу, Спарта је током друге половине 4. века и прве половине 3. века п. н. е. изгубила важну улогу на политичкој позорници у Грчкој. Године 242. п. н. е. Леонида II је био протеран из Спарте. Већ следеће године се вратио уз помоћ ефора и његових политичких савезника. После намештеног суђења Агису IV, који је погубљен, због великих броја противника његовим радикалним реформа у Спарти. После погубљења Агиса, око 241. п. н. е. Агисов брат Архидам је побегао, али је остала његова удовица Агијатида са њеним сином Еудамидом у рукама Леониде, његовог горког политичког противника. Тада је Леонида, једини краљ Спарте, натерао сина Клеомена да се ожени са Агијатидом, кћерком и богатом наследницом Гилипа. Према Плутарху, она је била чувена и по својој лепоти међу женама у Грчкој. У почетку Агијатида није волела Клеомена, због смрти свог мужа, међутим временом га је заволела и подстакла да настави са Агисовим реформама доласком на спартански престо. Можемо додати да је Клеомен у младости учио стоичку филозофију од Сфера, који је једно време боравио у Спарти.

## Долазак на престо
Клеомен је имао око 25 година када је ступио на спартански престо након смрти Леониде II 235. п. н. е. Спарта је у то време била у веома лошој политичкој и економској ситуацији. Ликургова агога је била запуштена, град су освојили обичаји хеленистичког Блиског истока који нису били у складу са некадашњим строгим карактером дорске Спарте. Све богатство је било власништво шачице великих земљопоседника, док је сам Клеомен био краљ само на папиру, а права моћ је била у рукама ефора. Осим од своје супруге, Клеомен је подстицан на промену облика владања и од његовог љубавника Ксенареса. Ксенарес му је често говорио о Агису и о томе какав је био краљ, али није му пружио суштинску подршку. Клеомен је сматрао да ће лакше спровести реформе у време рата а не у време мира, тако да је одлучио да зарати против Ахајског савеза који је и сам имао агресивне циљеве. У Ахајском савезу, Мегалопољац Лидијада, је упозоравао да постоји могућност опоравка лаконске државе од декаденције, и зато је саветовао да треба прво да се нападне Спарта. Међутим према лексикографу Вилијему Смиту, Арат који је био стратег Ахајског савеза, није се обазирао на Лидијадове савете.

## Клеоменова владавина

### Почетак рата
После тога, Клеомен је написао њему, на сличан начин, желећи да сазна, „Ако је марширао прошле ноћи”. Арат је одговорио, „Да, знајући да ће он утврђивати Велбину, он је покушао сопственим последњим потезом да то спречи”. Клеомен је са додатком хумора, одговорио, „Ја сам задовољан са твојим извештајем о вашем марширању, али желео бих да сазнам где су те ватре и мердевине марширале.”

Разговор између Арата и Клеомена према Плутарху.
Арат из Сикиона, ахајски стратег, сматрао је Клеомена младим и неискусним краљем, тако да је одлучио да пљачком Аркадије изазове Спарту да уђе у рат. Ефори су онда послали Клеомена да заузме храм богиње Атине у месту Велбини, на граници Спарте и Мегалопоља. Клеомен је то и учинио 228. године п. н. е. Онда је Арат покушао без успеха да заузме градове Тегеју и Орхомен који су у међувремену постали спартански савезници заједно са Мантинејом и Кафијом. Тада је Арат покушао да сакрије свој неуспех у Тегеји и Орхомену, али у томе није успео, па му је Клеомен упутио писмо у ком га је иронично питао зашто да му верује да није стварно покушао да заузме те градове. Арат се насмејао када је примио Клеоменово писмо али га је Дамократ, Спартанац у егзилу, озбиљно упозорио да не потцењује свог младог противника. Онда је Клеомен кренуо у Аркадију са неколико коњаника и око триста пешака али због опасности да сукоб добије много веће размере, ефори су позвали Клеомена да се врати у Спарту.

### Друга година рата
Следеће 227. године п. н. е. Арат је заузео Кафију, и онда су ефори послали Клеомена са 5.000 војника да опустоши арголиску равницу, он је то и учинио и успут је заузео град Метидријум. Стратег Ахајског савеза, Аристомах из Арга са 20.000 пешака и 1.000 коњаника срео је Клеомена код места Палантија, где му је овај пружио битку, али упркос бројној супериорности Аристомах је одлучио да се не упушта у битку са Лакедемоњанима после савета Арата да би тако нешто било исувише ризично. Тај догађај је значајно повисио морал Спартанаца. Онда је Клеомен са његовом војском кренуо да помогне Елиђанима које је Арат нападао. Спартанци су срели Аратову војску код планине Ликеј, Маја. 227. п. н. е. где су потпуно разбили ахајску војску. Ахајска катастрофа је била толика да се причало да је чак и Арат настрадао у тој бици, међутим он је то вешто искористио да би изненадним нападом заузео Мантинеју.

Спартанци не питају колико има непријатеља, већ где се они налазе.

Клеомен понавља изреку једног древних краљева Спарте, Агиса II, да би подигао морал својим трупама после одбијања Аристомаха да пружи битку.
Када је малолетни еурипондитски краљ Спарте Еудамида умро, Клеомен је према Плутарху одлучио да позове из Месеније Архидама, брата погубљеног Агиса IV, који је био прави наследник за еурипондитски трон. Тиме је он сматрао да ће моћи да повећа свој утицај у Спарти и да смањи моћ ефора који су имали превелика овлашћења и огроман утицај у спартанској држави. Међутим у Спарти бивши противници погубљеног Агиса су се уплашили да би могли бити кажњени због убиства Агиса, уколико би Архидам приступио на власт. Да би избегли њихово потенцијално кажњавање за убиство Агиса, они су убили Архидама када се он вратио у Спарту. Антички извори се не слажу о тачном току тог догађаја, док Полибије оптужује Клеомена као организатора тог убиства, Плутарх одбија ту тврдњу.

### Клеомен учвршћава власт
Губитак Мантинеје је изазвао незадовољство ефора који више нису били сложни да Клеомен преузима нове војне кампање. Према Паусанији ефори су после губитка Мантинеје покушали да склопе примирје са Ахајцима. Онда је Клеомен пронашао плаћенике да би најзад могао да почне са његовим планираним реформама и омогући нове кампање које би он предводио. У томе му је помогла и његова мајка Кратисиклеја, која и ако није желела да се поново уда, она је ипак то учинила како би се уздигао углед и репутација њеног сина. Те 227. године п. н. е. Клеомен је предводио своју војску код Леуктре, утврђења код Мегалопоља, где је опет поразио Арата, уништивши му готово целокупну војску због трагичне грешке Лидијаде из Мегалопоља који је у тој бици настрадао, јурећи са својом коњицом на положаје Спартанаца упркос наређенима Арата да то не чини. Ту је Клеомен према Плутарху, после битке, узео мртво тело Лидијаде, завио га у љубичасту тканину и поставио круну над завијени леш, желећи да испоштује свог мртвог противника.

#### Клеоменов преврат
После ове победе Клеомен је убедио свог очуха Мегистона, да уколико смакну ефоре са власти онда ће моћи да потпуно спроведу његове планиране реформе, које су биле исувише радикалне да би их они прихватили. Мегистон се сложио са Клеоменовим планом и придобио је још двојицу или тројицу својих пријатеља да пруже подршку Клеоменовом пројекту. Плутарх наводи да Клеомен је сањао да четири од пет столица где су седели Ефори, су биле празне и да један глас из храма Фобоса му је говорио да је то боље за Спарту. Онда је Клеомен одлучио да крене у поход против градова, Хереа и Алсеа, који су били чланови Ахајског савеза, водећи са собом све своје политичке противнике. Када је заузео та два града и са дугим маршевима уморио своје противнике, Клеомен их је оставио у Аркадији и изненада је покренуо натраг у Спарту заједно са својим плаћеницима који су били лојални искључиво њему. Циљ му је био да ухвати ефоре на спавању. Стигавши у Спарту, Клеомен је послао као гласника свог брата Еуриклида да нешто јави ефорима. Истовремено два пријатеља Клеомена, Терикион и Фебис, заједно са двоје хелота су напали мачевима и убили четири ефора, док је пети успео да побегне у мали храм Фобоса и следећи дан Клеомен му је поштедео живот.

### Клеоменове реформе
После потпуног преузимања власти око 226. п. н. е. Клеомен је направио списак од осамдесет грађана Спарте који су били приморани да напусте град као потенцијални противници његових реформи. Краљ је уклонио четири од пет столица резервисане за ефоре и задржао пету за себе, говорећи да нема разлога да се мења систем који је увео Ликург, и да повећава број државних администратора. Да би смањио моћ спартанске герусије, односно већа стараца, увео је у државну администрацију шест патронома (πατρονόμοι) који су сменили ефоре на њиховим дужностима. Дужности патронома су биле да надгледају спровођење агоге и осталих Ликургових закона који су враћени на снагу. Спартанска герусија је још више изгубила своју моћ када је Клеомен заменио рок дужности на ту функцију са доживотне на једногодишњу службу. Клеомен је непрекидно демонстрирао агогу и идеје легендарног законодавца Спарте, оштро презирући уведене навике из остатка хеленског света, као што је био луксуз, екстравагантност, источњачки обичаји и општа декаденција строгих дорских обичаја. Клеомен је ослободио од дугова мале земљопоседнике и дао је спартанско држављанство великом броју странаца тако да би могао да ојача Спарту, повећа њено становништво и омогући Лакедемонији да избегне демографску пропаст.
Клеомен је ставио на располагање своја имања спартанској држави и поделио је лаконску земљу на једнаке парцеле. Према Полу Картлеџу, Клеомен је поставио себи циљ да додели 4.000 парцела земље за Спартанце и око 15.000 парцела за перијике у коме је и успео. Спартански краљ је такође обећао по један део земље и његовим политичким противницима које је протерао у егзилу, и поручио је да ће им то дати када се политичка ситуација буде смирила. Напокон тога извежбао је 4.000 хоплита и наоружао их је дугим копљима, сличним македонским сарисама, што је значајно повећало ефикасност спартанске војске. У Спарти осим војне дисциплине, уведена је опет и спартанска црвена ношња. Додатно Клеомен је у својој војсци имао и велики део плаћеника, да би поправио њену бројност и довео спартанску војску на исти ранг квалитета са армијама хеленистичких краљевина. Спартанска дисциплина и обичаји су захваљујући њему повраћени у Спарту. Подставио је свог брата Еуриклида као другог краља Спарте, и то је био једини пут када је Спарта имала двојицу краља из исте краљевске породице.

### Наставак рата са Ахајским савезом
Према Плутарху, Арат и остали вође Ахајског савеза су помислили да су Клеоменове реформе ослабили његову власт и онемогућили му да ризикује на нове војне кампање изван Спарте. Сазнавши за то Клеомен је одлучио да изађе са његовом војском изван Спарте и да покаже своју моћ. Клеомен је извршио инвазију на територију Мегалопоља и опустошио је цео тај крај, заузимајући велики плен. Током пустошења територије Мегалопоља, Клеомен је ухапсио неколико професионалних глумаца, саградио је театар на непријатељској територији и присилио је те глумце да одиграју представе за њега. Плутарх пише да је Клеомен то намерно учинио како би показао своју моћ његовим непријатељима и да би им показао да је спреман за борбу против њих.

#### Тријумф Спарте
Мантинеја која је била под контролом Ахајског савеза је затражила помоћ од Спартанаца. Заједно са Мантинејцима у ноћном нападу протеран је ахајски гарнизон из града и Клеомен је испоставио старе законе Мантинеје и дозволио Мантинејцима да обнове своју аутономију. Истог дана, Клеомен је са својом војском одмарширао до суседне Тегеје. Желећи да се одлучно обрачуна са Ахајцима, Клеомен је изненада променио правац и кренуо према ахајском граду Фере. Према писању Плутарха, Клеоменова воља је била да натера Арата да прихвати отворену битку са Спартанском војском, желећи да зада још један војни ударац Ахајцима. У то време, изабрани стратег Ахајског савеза је био Хипербата, али de facto вођа Ахајаца је био Арат.
Ахајци су понели целовиту њихову војску под фактичном командом Арата и испоставили су војни логор код места Дими, у близини Хекатомбеа. Код Диме 226. п. н. е. Клеомен је наишао на Аратову војску, где је и комплетно поразио ахајске снаге, разбивши њихову формацију и заробивши велики број њихових војника. После те сјајне победе, Клеомен је заузео од Ахајаца град Лангон, протерао ахајски гарнизон отуда и повратио град Елејцима. После тог катастрофалног пораза, Арат је одбио да се кандидује за стратега Ахајског савеза и Ахајци су тражили мир. Клеомен је озбиљно размишљао да не подстави тешке мировне услове побеђеним Ахајцима, и размишљао је о једном помирујућем мировном споразуму, међутим он се одлучио да пошаље амбасадоре код Ахајаца и затражи од њих да му признају вођство међу свим Грцима. Уз то Клеомен је обећао Ахајцима да ће ослободити њихове заробљенике. Ахајци који су били у тешком положају, били су позитивни на мировне преговоре и позвали су Клеомена да дође код места Лерна где су они одржавали скуп њиховог савеза. Клеомен се међутим био разболео и није био способан да води преговоре. Због тога он је одложио долазак на преговоре, ослободио најважније заробљенике и вратио се у Спарту.

### Оцена стања
Према Плутарху, Клеоменов недолазак на скуп је био догађај који је имао судбоносни утицај на будућност Грчке. По њему, ако би Клеомен био у могућности да дође на скуп и примора поражене Ахајце да прихвате његове услове, то би значајно могло променити однос снага у Грчкој. Плутарх тврди да би се тиме Грчка ослободила македонске доминације и континентална Хелада била би у могућности да стане на ноге и буде толико јака, колико је била и пре појављивања Македонаца као водеће силе. Грчка је према Плутарху изгубила шансу да поврати статус град-државе и избегне доминацију од већих сила. Са друге стране, Арату, пораженом али и даље веома утицајном ахајском вођи, је било незамисливо да је био поражен од једног младог краља кога је он на почетку био озбиљно (и како се испоставило погрешно) потцењивао. Арат је покушао да примора његове суграђане да не прихватају Клеоменове предлоге, али када је видео да је немоћан пред вољом његових суграђана који су били запрепашћени настојањем Лакедемоњана да поврате Пелопонезу његов стари статус, одустао је. Осим тога, становници градова Ахајског савеза, поготову најсиромашнији, били су запрепашћени не само војним успесима Лакедемоњана, већ и Клеоменовим реформама које су биле изузетно привлачне за широке народне масе. Те масе су сматрале да уколико Клеомен је био у стању да поврати спартанску хегемонију над Пелопонезом, његове реформе би изашле из лаконске долине и прешле би и на остатак Пелопонеза. Било је очигледно да је Клеомен постао свима омиљен, мада је он спроводио своје реформе искључиво ради јачања спартанске државе.

### Аратове махинације
Арат који је био потпуно политички пропао и видео да се лакедемонски утицај све више шири Пелопонезом, био је толико очајан да је једини спас видео у могућој македонској интервенцијиј на Пелопонезу која би испоставила стари status quo. Интересантно је да је Арат сада био приморан да тражи помоћ од истих оних Македонаца које је протерао са Акрокоринта, као и од истих оних Македонаца чије је краљеве горко презирао. Арат је уз велике свечаности, затражио помоћ од Македоније обећавши Акрокоринт, Антигону III. Обећање да би Акрокоринт могао припасти Македонцима изазвало је бурне реакције Ахајаца који нису имали намеру да праве такве уступке. Када је дошло до нових преговора између Ахајаца и Спарте у Аргу, Арат се потрудио да преговори о миру пропадну због његових контакта са македонским краљем. Клеомен се није појавио на преговорима када је информисан да био могао бити убијен. То му је омогућило да поново објави рат Ахајском савезу и да изврши инвазију на територију савеза. Клеомен је заузео град Пелену где је протерао ахајски гарнизон и донео је на своју страну градове Пенеум и Пентеликон. Клеомен је онда изненадним нападом окупирао добро утврђени Арг и приморао мештане који су у то време славили Немејске игре, да дају двадесет таоца и постану савезници Спарте. Та победа је још више повећала Клеоменов углед. Било је то време када је Спарта опет постала господар Пелопонеза.

### Македонска интервенција
После заузимања Арга, два града Клеон и Флиус су пришли Клеомену. Клеомен је после тога кренуо према Коринту, где је постојало изражено проспартанско разположење. Када је Клеомен стигао испред Акрокоринта, ахајски гарнизон који се тамо налазио, утврдио се у тврђаву. Коринћани су онда пришли Клеомену које је критиковао што нису успели да ухапсе Арата који је побегао на коњу према Сикијони. Пре доласка у Коринт, Клеомен је заузео Епидаур, Трезен и Ермиону, градове који су му се на путу предали. Ту је Клеомен послао гласника Арату и предложио му је да у Акрокоринту буде заједнички спартански и ахајски гарнизон који ће да издржава египатски краљ са свотом од 12 таланта годишње. Арат није ни одговорио на Клеоменов предлог него је одмах затражио помоћ од Антигона III Досона, краља Македоније. Клеомен је онда напао и опустошио територију града Сикијоне и Коринћани су му дали као поклон Аратову имовину из њиховог града. Антигон је одмах реаговао да помогне Арату. Кренуо је из Македоније са великом војском од отприлике 20.000 пешака и 1.300 коњаника, према Пелопонезу. У македонској војсци је био велики број Гала, Епирота, Илира и Акарнана.
Године 224. п. н. е. велика војска из Македоније долазила је на Пелопонез да пружи подршку угроженом Ахајском савезу. Клеомен је хтео да избегне отворену битку са дисциплинованом и бројниом македонском фалангом, натеравши Антигона да пружи битку у близини Истма. Спартански краљ је успео да зада ударац Македонцима на том уском и утврђеном месту и успори њихово надирање. Ту су Македонци претрпели доста губитака и нису успели да се пробију до Лехеума. У међувремену у Аргу је дигнут антиспартански устанак. Клеомен је послао Мегистона у Арг. Међутим Мегистон је настрадао у борбама у Аргу и Клеомену су јавили да се контрола над Аргом једва држи. Напокон Клеомен је напустио Коринт и да би заштитио своје бокове повукао се са Истма према Аргу, да би осигурао своју позадину. Када је Антигон ушао у Коринт, формирао је савез, налик оног савеза који је формирао Филип II 338. п. н. е., у том антиспартанском савезу се учланило већина тадашњих градова Грчке. Клеомен је онда покушао да заузме Арг, Спартанци су успели да испоставе контролу над неким деловима Арга, међутим када је македонска коњица пришла упомоћ Аргу, Спартанци су се повукли из Арга. Истовремено сви савезници Спарте су је напустили. Из аргоске тврђаве, Клеомен је успео да извуче неке заглављене спартанске војнике. Он је онда повукао своју војску према Тегеји. Када је стигао у Тегеју он је сазнао да је његова вољена супруга Агијатида, преминула.
Клеомен је покушао да не показује да га је супругина смрт, коју је толико волео, погодила. Успео је задржи своје расположење да не би оборио морал својим војницима и дао је упућења својим генералима да се спреме за одбрану Тегеје. Тада му је краљ Египта, Птолемеј III Еуергет, обећао помоћ али му је затражио као таоце његову мајку и његову децу. Клеомен се стидео да каже то својој мајци али када јој је рекао она се засмејала и рекла да нема проблема да уради нешто што би могло бити корисно Спарти. Након емоцијоналног поздрава са мајком код рта Тенаро Кратисиклеја је кренула у пут за Египат. Стигавши у Египат, Кратисиклеја је сазнала да је Клеомен имао контакте са Антигоном и Ахајцима. Он хтео да склопи мир са њима али се плашио за судбину његове мајке и његовог сина, у случају кад би Птолемеј сазнао да је он склопио мир без његовог пристанка. Кратисиклеја је поручила Клеомену да не жртвује судбину Спарте због једне старице и једног детета.
Антигон је после дуже опсаде у међувремену заузео Тегеју и изненада је заузео Орхомен и Мантинеју, приморавши Клеомена да се повуче пред самом Лакониом. Клеомен је онда ослободио хелоте који су могли да плате суму од пет атичких мина (500 драхми), сакупљајући око 500 таланта, и наоружао је 2.000 од њих на македонски начин. Клеомен је онда кренуо према Селасији али је изненада променио правац према Мегалопољу. Онда је заузео Мегалопољ побивши скоро цео тамошњи гарнизон. Спартанци су пустили већину становништва да се дође до Месеније и заробили су наистакнутије Мегалопољане, међу њима и Лисандриду. Клеомен је убедио Лисандриду да пошаље гласника избеглим Мегалопољанима да могу да се врате у свој град ако напусте Ахајски савез и постану савезници Спарте. Отприлике у исто време Птолемеј Еуергет је обуставио финансијску помоћ Клеомену.
Филопемен из Мегалопоља, потоњи стратег Ахајаца и у то време командант коњице, рекао је да је тај потез Клеомена, иако хуман, изузетно лукав и да Клеомен не жели град са становницима већ становнике са градом као вазале. Филопемен није желео да његов град напусти Ахајски савез, и протерао је Лисандриду и другог мегалопољског вођу Теариду, из Месене, и поставио себе као вођу Мегалопољаца. Кад је то сазнао Клеомен, иако је био дао строго наређење да се не дира ниједан Мегалополијац напао је Мегалопољ, опљачкавши и спаливши град. У исто време Антигон и Арат нису напредовали. Ахајци су одржавали скуп у граду Егију. Многи градови Ахајског савеза били су незадовољни због Аратове промакедонске политике и били су спреми да дођу до споразума са Спартом. Међутим Арат је са великим разочарењем пред скупом, говорио о тужној судбини Мегалопоља, и на тај начин је окренуо своје суграђане на своју страну. Прилазила је зима (223./222. п. н. е.), и Антигон је расподелио своју војску по градовима, поделивши је на мање делове. Ту прилику је тражио Клеомен да нападне Антигона који је презимљавао у Аргу. Док се Клеомен појавио испред зидина Арга и пустошио арголиску равницу, Антигон је проценио да је безбедније да остане у зидинама Арга и не напушта своје планове да се обрачуна са Спартанцима када прође зима, упркос настојању мештана Аргоса да се обрачунају са Клеоменом.

#### Битка код Селасије
Да би осигурао одбрану саме Лаконије, Клеомен је утврдио све путеве и заблокирао све прилазе Спарти. Антигон је према Плутарху озбиљно размишљао да напусти Ахајце и да се убрзо врати и одбрани Македонију од варварске инвазије. Међутим, македонски краљ је одлучио да се упути у одсудну битку са Спартанцима пре него што се врати у Македонију. Клеомену се из дана у дан исцрпљивали ресурси, имао је нешто мање од 20.000 војника према 30.000 македонских и ахајских. Због недостатка ресурса Клеомену није ишло на руку прекидање египатске финансијске помоћи.
Одлучујућа битка се одиграла у месту Селасија, јула 222. п. н. е. на самом улазу према Спарти. Антигон III Досон је наредио својим Илирима и Акарнанима да заокруше крило које је командовао други краљ Спарте, Еуриклида, и напао је Клеоменове положаје са остатком своје војске. Клеомен сумњајући да ће Антигон направити некакав лукав потез, позвао је Дамотела, вођу тајног спартанског контингента да сачува Еуриклидово крило. Дамотел који је био потплаћен како наводи Филарх од Антигона, рекао је Клеомену да крилима и позадини не прети никаква опасност. Клеомен имајући поверења у Дамотела, кренуо је у напад. Спартанци су у првом нападу потиснули македонску фалангу, и скоро је потукли. Међутим када је Клеомен видео да му је крило његововог брата заокружено и уништено, обуставио је нападе.Међутим Полибије тврди да је пораз Спартанца био резултат Еуриклидове војничке неспретности а не издаје. Када је Еуриклидово крило разбијено, Клеомен је покушао да спаси своју војску, многи лакедемонски плаћеници су настрадали а од око 6.000 Спартанаца преживело је свега 200. У бици код Селасије нарочито се истакао Мегалопољац Филопемен који је према Полибију имао одсудан допринос у исходу битке. Пораз код Селасије и готово целокупна катастрофа Спартанске војске су означили крај Клеоменове владавине и његових реформа. Клеомен је успео да избегне смрт, и са неколико коњаника стигао је до Спарте где је наредио својим суграђанима да не пружају отпор Македонцима да не би Спарта нестала са лица земље. Након тога, Клеомен је отишао до Гитија, луке јужно од Спарте, где се укрцао на брод за Египат.

## Клеомен у егзилу
Године 222. п. н. е. Спарта је први пут била освојена од неког непријатеља. Антигон када је стигао у Спарту, није напао становништво које није пружало отпор. Македонски краљ је испоштовао Спарту, њене древне законе и укинуо је Клеоменове реформе, повративши ефоре. После тога је придао жртву боговима, и вратио се у Македонију да се обрачуна са Илирима. Клеомен је отпловио до острва Китере и онуда је планирао да отплови према Египту. На путу, Спартанац Терикион је критиковао Клеомена због чега се није борио до краја против Антигона, и из којег разлога није умро на бојном пољу као прави Спартанац. Клеомен му је одговорио зашто још жели да поврати Спарти моћ и снагу, и да неће напустити његове шансе док оне не напусте њега. Терикион није на то одговорио, само се одаљио од бившег краља и извршио самоубиство.
После Китере, Клеомен је стигао до Либије, а отуда је наставио за Александрију, главни град Птолемејског Египта. На почетку, Птолемеј III Еуергет, дочекао је Клеомена са уобичајеном љубазношћу али када је видео његову лаконску дисциплину и обичност лакедемонског карактера, како наводи Плутарх, он се покајао што је таквог човека припустио судбини и није му помогао против непријатеља. Египатски краљ је охрабривао Клеомена да ће га послати назад у Спарту са бродовима и војском. Еуергет је толико поштовао Клеомена, да му је направио споменик који је подстављен у Олимпији. Додатно, Клеомен је добијао од египатског краља годишњу пензију од двадесет и четири таланта. Са тим новцем Клеомен је издржавао себе и остале избеглице из Спарте.

### Птолемеј IV Филопатор
Птолемеј ΙΙΙ Еуергет је убијен пре него што оствари своје обећање према Клеомену и на египатском двору је завладала анархија, што је било лоше за Клеоменове планове повратка у Спарту. Године 220. п. н. е. убијен је Птолемеј ΙΙΙ Евергет и зиме 219. п. н. е. дошао на власт Птолемеј IV Филопатор. Он је био опседнут вином и женама и није обраћао пажњу на Клеомена, док Плутарх наводи да су му државу управо водиле његове љубавнице. Када је био позван скуп саветника новог краља, сви саветници су одобрили убиство једног од краљеве браће из опасности да преузме власт. Клеомен је био једини који се успротивио таквом чину говорећи да је боље да краљ има што више браћа да би држава била стабилнија. Тај Клеоменов став довео је до махинација од стране Филопаторових саветника, које су биле уперене против бившег спартанског краља.
Када је Клеомен сазнао за смрт Антигона III Досона, и за рат измећу Ахајског и Етолског савеза, није више тражио војску и бродове већ само да му буде омогућено да се врати у Спарту. Филопатор, опседнут сластима и луксузном дворском животу није му обраћао пажњу. Сосибије, Птолемејов главни министар сматрао је да ако Клеомен остане у Египту, може му постати лична претња, а ако оде моћи ће опет да обнови своју моћ. Клеомен није био очаран дворским источњачким животом и хтео је ватрено да се врати у Спарту. Имао је несрећу да буде преварен од једног месењанског трговца, Никагоре, који је наговорен од Сосибија да напише једну лажну изјаву да је Клеомен планирао да заузме Киринеју. Сосибије је лагао Филопатору да је Клеомен планирао тај подухват и било је неминовно да падне у краљеву немилост.

### Устанак и самоубиство
Они, били су доста храбри да се диве Клеомену и да га поздрављају овацијама, међутим није могао један човек бити доста снажан да их присили да му помогну.

Плутархов коментар у тренутку када Клеомен и Спартанци траже подршку Александријаца.
Сосибије је поставио Клеомена, његову породицу и пријатеље у кућни притвор. Клеомен је успео да побегне из кућног притвора заједно са својих тринаест пријатеља из Спарте, уз помоћ Амонових свештеника који нису били наклоњени Филопатору. Успео је да подигне устанак египћанског гарнизона у граду Канов. Када су изашли на улице разбивши један део александријског гарнизона и убивши његовог начелника, почели су да вичу да су грађани Александрије слободни од Филопаторове тираније. Међутим како наводи Плутарх, Александријци нису могли да разумеју њихове узвике као ни њихове идеале. Спартанци су једноставно прозивали један идеал који како наводе историчари Робинсон (Charles Alexander Robinson) и Ботсфорд (George Willis Botsford) Александријци једноставно нису разумели. Цео дан су прозивали Клеомена и његове пријатеље као месије али нису им суштински помагали. Клеомен разочаран од Александријаца, покушао је да нападне градски затвор како би бар узео уз своју страну неке људе који су желели бити слободни. Међутим, остатак александријског гарнизона је био постројен испред градских затвора.

Није ни чудо после свега, да жене владају мушкарцима који беже од слободе…

Клеоменове очајничке речи, према Плутарху, после одбијања Александријаца да пруже подршку његовом устанку.
На крају дана, војска се вратила из Канова и грађани Александрије који су цео дан прозивали овацијама Клеомена, уплашени од краљеве војске, затворили су се у својим кућама. Четрнаест Спартанаца против целе војске је остало на крају. Тада је Клеомен дао знак, њих четрнаест Спартанаца извршило самоубиство пробадајући сопствене груди мачевима. Филопатор је наредио да се погубе сви заточени чланови породица Спартанаца и да се унакажено мртво тело Клеомена стави наопачке на јавно место, да би застрашило становнике Александрије. Плутарх наводи да на Клеоменовом телоу, разапетом на крсту, једно јутро се појавила велика змија. У египћанском свету, змија је била света животиња бога Осириса. Тај догађај је натерао Александријце да стварно поверују да је Клеомен био син богова и месија. Тако приморавши узнемиреног Филопатора да позове свештенике који су урадили вишедневне религијске катарзе на краљевском двору, у граду и на зидинама Александрије.

## Оцена Клеоменове личности
Без сваке сумње Клеомен III, је најважнији спартански владар после пропасти Спартанске хегемоније над Грчком, 371. п. н. е. Клеомен је најважнија личност Спарте до римског освајања Грчке. Лексикограф Вилијем Смит (William Smith), је назвао Клеомена III последњим великим ликом Античке Спарте ако не и Античке Грчке. Клеомен је наставио реформе његовог сурово убијеног претходника, и покушао је, без успеха, да поврати Спарти ону снагу и моћ коју је имала у Хеленском свету пре пропасти Спартанске хегемоније. Клеомен је био дубок поштовалац лика и дела, скоро митолошког законодавца Спарте, Ликурга, чије је реформе строго форсирао. Његов крај је показао, да чак један велики реформатор и изванредан вођа као што је био он, није могао да промени судбоносни ток историје. Клеомен III као и Агис IV, су често упоређивани са Гајем и Тиберијем Грахом, римским државницима, који су њиховим реформама наишли на гнев њихових политичких противника. Плутарх упоређује Агиса и Клеомена са Грахима, а исто чини и Картлеџ (Paul Cartledge) са Кембриџа.
Из другачијег угла, Полибије назива Клеомена тиранином, из разлога зашто је покупио све функције у својим рукама и зашто је владао Спартом на аутократски начин, укидајући ефоре, постављајући патрономе, као надгледаче закона, и смањивајући моћ спартанске герусије. Међутим мало је вероватно да би се Спартанци из доба Клеомена сложили са Полибијем зато што је Клеомен поново расподелио земљу на око 4.000 једнаких парцела (насупрот 4.500 Агисових) и омогућио свим Спартанцима да имају сопствени део земље.

## Клеомен у култури
Наоми Мичинсон (Naomi Mitchison) је написала књигу фикције о Клеоменовом животу и смрти, „Житни краљ и Пролећна краљица“ ("The Corn King and The Spring Queen"). Грчки песник, Константинос Кавафис је написао песму са насловом „У Спарти“ (грчки Έν Σπάρτη), посвећену одласку Кратисиклеје за Египат.

## Белешке
1. ^  Ендру Ерскин (Andrew Erskine) верује да је Клеомен као младић много идеја о будућим реформама у Спарти заправо преузео од стоициста Сфера са Дњепра, са обала Црног мора, који је желео да види практичну примену стоичких идеја у свакодневном животу.[103]
2. ^ Кафија, Мантинеја, Орхомен и Тегеја су према једном од Плутархових преводилаца, Талберту (Richard Talbert) и другима, постале савезнице Спарте, док према Полибију и Вилијаму Смиту (William Smith) Спарта их је војно освојила. Та четири наведена града, жестоко су кажњена када су их заузеле ахајско-македонске снаге. Њихово целокупно становништво је продато у робље када су ти градови пали.[100]
3. ^Паусанија, грчки путописац из 2. века н. е. тврди да је Клеомен отровао еурипондитског краља Еудамида.[104]
4. ^Патрономи се означавају отприлике као „Чувари Древних закона и правила“.[105]
5. ^Аутономија (Старогрчки αὐτονομία) у доба Античке Грчке не означава само самоуправу у данашњем смислу те речи, већ потпуну независност неког полиса.[106]
6. ^Клеомен је чинио све како би спасио Спарту од потпуне пропасти. Пол Картлеџ спомиње да је он ослободио чак 6.000 хелота који су могли платити своју слободу.[107] Осталих 4.000 су били наоружани као лаки пешадинци.(грч. ψιλοί)[108]
7. ^Полибије оштро оспорава ту причу о издаји, коју подржава Плутарх, из разлога зашто ту причу о издаји написао је Филарх из Атине који је иначе био проспартански настројен, за кога Полибије сматра да је карактеристичан пример како да неко не напише добру историју. Међутим Пол Картлеџ (Paul Cartledge), професор грчке историје са Кемприџа и специјалиста за Античку Спарту сматра да ни Полибије није непристрасан због његовог порекла.[109]

### Оригинални извори
- Плутарх, Упоредни животописи племенитих Грка и Римљана, Клеомен.
- Полибије, Историје.
- Паусанија, Опис Грчке.

### Додатни извори
- Плутарх, преведен од Ричарда Талберта, (Richard Talbert), . Plutarch on Sparta.  (на језику: енглески). New York: Penguin Classics. 1988. ISBN 978-0-14-044463-6. Недостаје или је празан параметар |title= (помоћ)
- Walbank, Frank W. (1979). The Rise of the Roman Empire. New York: Penguin Classics. ISBN 978-0-14-044362-2.
- (језик: енглески) Smith William, «Dictionary of Greek and Roman Biography and Mythology», London, 1873
- (језик: грчки) Vlassis Rassias, "History of the Spartans", Athens, 2003
- (језик: грчки) Делијанис, Периклис. Спартанска војска, Атина 2007
- (језик: енглески) A. S. Bradford, .Prosopography of Lacedaemonians from the death of Alexander the Grea,.323 B.C.. To the sack of Sparta by Alric (Munich: Beck. 1977).
- (језик: енглески) G. Shipley. The Greek World After Alexander 323-30B.C. (London & New York: Routledge. 2000)
- (језик: енглески) W.G. Forrest. A History of Sparta 950-192 B.C.. 2nd edn (London: Duckworth. 1980).
- (језик: енглески) Hammond, Nicholas. The Macedonian State: Origins, Institutions and History. Clarendon Press, 1989.
- (језик: енглески) Hammond, Nicholas. A History of Macedon Volume III: 336–167 B.C. Oxford University Press, reprinted 2001.
- (језик: енглески) F. W. Walbank. The Cambridge Ancient History, Volume 2. Cambridge University Press, 1989.
- (језик: грчки) Papadimitriou, Konstantinos. Спарта постаје поново велика сила. Алтернативна историја. Перископио. Атина. 2008.